# KDD事件
KDD事件（KDDじけん）とは、1979年（昭和54年）10月に明るみに出た国際電信電話株式会社（KDD。現・KDDI）による日本の汚職・密輸事件である。政治家や当時の監督官庁であった郵政省の官僚などに贈収賄が行われ、KDD社長と幹部、郵政官僚らに有罪判決が下されたほか、KDD幹部から2人の自殺者を出し、政治家190人が関与する大事件となった。

## 事件の概要
1979年（昭和54年）10月2日、板野學社長に同行し、ソビエト社会主義共和国連邦モスクワからロンドン経由で新東京国際空港（現・成田国際空港。以下、成田空港）に到着したKDD社員2人の挙動を不審に思った税関職員が取り調べたところ、ネックレスやブローチなど、数千万円相当の高級装身具約30点を、日本国内に持ち込もうとしていたことが判明した。
会社は当初「個人的なうっかりミス」としていたが、その後の調べで同様の密輸が繰り返されており、社長以下会社ぐるみの組織的犯行であったことが判明した。密輸品は取引先への贈答用などに使われ、成田空港開港以降だけで20回以上、1億円以上の品物を社長室の社員が持ち込んでいたことが判明した。国際電話料金の値下げ要求を阻むため、これらの密輸品を使って、政治家や郵政官僚らに贈収賄が行われていた。

## 事件の経緯
- 1979年
  - 10月2日 - 成田空港でKDD社員2人が、海外から高級ブランド品を不法に持ち込もうとして、東京税関成田税関支署から無申告・過少申告で摘発される。
    - この一報は日本経済新聞が報道、その後朝日新聞がKDDの乱脈経理をスクープし、警視庁・検察庁が合同捜査を開始。

  - 10月25日 - 板野學KDD社長、事件の責任を取り辞任[2]。
  - 12月4日 - 警視庁、関税法違反容疑でKDD本社など23か所を家宅捜索（5日まで）。
  - 12月5日 - 警視庁、板野前社長宅を家宅捜索。
- 1980年
  - 1月24日 - 山口清邦KDD本社経営調査室経営分析担当課長（元社長秘書）が、自宅で首つり自殺。
  - 2月6日 - 保田重貞KDD前社長付参与が、小田急小田原線向ヶ丘遊園駅上りホームから特急に身を投げて轢死。
  - 2月24日 - 警視庁、佐藤陽一KDD前社長室長を業務上横領と関税法違反容疑で逮捕（後日、贈賄容疑で再逮捕）。
  - 3月15日 - 東京地方検察庁、佐藤を起訴。
  - 3月18日 - 松井清武郵政省電気通信監理官・日高英実郵政省郵務局国際業務課長の2人を、収賄容疑で逮捕、疑惑は郵政省へ拡大。
  - 4月5日 - 警視庁、板野を業務上横領容疑で逮捕、高級美術品などを押収。
  - 4月8日 - 東京地検、松井・日高を起訴。
  - 4月26日 - 東京地検、板野を起訴。
  - 4月30日 - 捜査は政界に触れぬまま終了。
  - 5月7日 - 衆議院逓信委員会の席上、警察庁刑事局捜査二課長から、KDDから政界へ流れた1億2000万円の概要が報告される。しかし受領した政治家190人の名前は一切公表せず。
- 1985年
  - 4月26日 - 東京地方裁判所、板野元社長に懲役1年6ヶ月（執行猶予3年）、佐藤元社長室長に懲役3年（執行猶予4年）、松井・日高両元郵政官僚には懲役1年（執行猶予3年）及び収賄額分の追徴金を判決。板野以外は控訴せず確定判決。
- 1994年
  - 10月 - 最高裁判所は板野元社長の上告を棄却、懲役10ヶ月（執行猶予2年）が確定。

## 事件の影響
当時、日本の国際通信を独占し巨額の利益を上げていた特殊会社KDDについて、捜査の過程で明らかにされたのは、元郵政省高級官僚である板野社長の公私混同、会社を食い物にする経費の使い道であり、世論の怒りは凄まじかった。
また、過去3年間で58億円という巨額であったKDDの交際接待費は、判明分だけで1億2000万円が郵政族を中心にした政治家190人に対し、政治資金パーティ券購入や政治献金としてばら撒かれ、郵政省幹部らに対してもプライベート海外旅行費などの過剰接待が明らかになった。しかし、政官界への工作状況は最後まで追及されず、政治家の立件はなされなかった。
同時期には、浜田幸一衆議院議員のラスベガス賭博事件、日本鉄道建設公団の乱脈経理事件など、相次いだ不祥事により大平正芳首相の威信は大きく低下した。1980年5月16日には、日本社会党が衆議院に提出した内閣不信任案が、自民党反主流派の欠席により本会議で可決され「ハプニング解散」となり、憲政史上初めて衆参同日選挙が行われる事態を招くことになった。